# Signs (single)
Signs is een single uit 2005 van de Amerikaanse rapper Snoop Dogg. Het is samen met Uncle Charlie Wilson en Justin Timberlake opgenomen. De single is geproduceerd door The Neptunes en staat op Snoop Dogg’s album R&G (Rhythm & Gangsta): The Masterpiece. De videoclip voor deze single is geregisseerd door Paul Hunter en is opgenomen in Las Vegas. Zowel Snoop Dogg als Uncle Charlie Wilson en Timberlake komen in de clip voor.

## Tracklist
1. Signs - 3:56
2. Let's Get Blown - 4:28
3. Signs (Instrumentaal) - 3:56
4. Signs (Video) -